# المغامرة الكبرى (فلم)
المغامرة الكبرى هو فيلم مصري عرض عام 1964، بطولة فريد شوقي وحسن يوسف ونجوى فؤاد، ومن إخراج محمود فريد.

## قصة الفيلم
```
ياسين (حسن يوسف) شاب مغامر يحب كل ما هو غريب وجديد يبحث عن الشهرة بأي شكل، يتوجه إلى المحامي سمير (فريد شوقي) حيث يتفق معه أن يدعى أنه من قام بالجريمة المشهورة بقتل أحد الأطباء على أن يستفيدوا من التغطية الإعلامية التي ستصاحب المحاكمة ثم ينقذه (سمير) في اللحظات الأخيرة فيصبح محاميًا مشهورًا. ولكن تتعقد الأمور ويتورط (ياسين) بالفعل في الجريمة ويضطر (سمير) أن يبحث عن القاتل الحقيقي.
```

## طاقم التمثيل
- فريد شوقي: (سمير فوزي المحامي)
- حسن يوسف: (ياسين نجيب)
- نجوى فؤاد: (صفية حسن حسنين)
- مديحة سالم: (فاطمة)
- نوال أبو الفتوح: (نوال)
- عزيزة حلمي: (خالة ياسين)
- محمد السبع: (مراد)
- جمال إسماعيل: (زلط)
- فتحية شاهين: (والدة نوال)
- فتحية عبد الغني: (أم حماده)
- محسن حسنين: (أخو المتهم بسرقة الحمار)
- أنور مدكور: (وكيل النيابة)
- إسكندر منسي: (رياض أفندي)
- عباس الدالي: (التمرجي)
- عبد المنعم سعودي: (صاحب محل الموبيليا)
- علي المعاون
- مطاوع عويس
- الطوخي توفيق
- عبد الحميد بدوي: (القاضي)
- عبد الغني النجدي: (شاويش القسم)

## فريق العمل
- إخراج: محمود فريد
- قصة: كمال عطية
- سيناريو وحوار: بهجت قمر
- مدير التصوير: ضياء الدين المهدي
- مونتاج: حسين أحمد
- إنتاج: ستار فيلم (توفيق الصباحي)
- توزيع داخلي: ستار فيلم (توفيق الصباحي)
- توزيع للبلاد العربية: أفلام الشمس (أ. جبور)